# Bahnhof Leutkirch
Der Bahnhof Leutkirch ist der Bahnhof der baden-württembergischen Stadt Leutkirch im Allgäu. Er verfügt über zwei Bahnsteiggleise. Der Bahnhof liegt im Verbundgebiet des Bodensee-Oberschwaben Verkehrsverbunds (bodo) und gehört zur Tarifzone 68. Die Anschrift des Bahnhofs lautet Bahnhof 1.
Der Bahnhof wurde am 1. September 1872 als vorläufiger Endbahnhof der Bahnstrecke Herbertingen–Isny eröffnet. Am 14. August 1874, mit Eröffnung der Verlängerung nach Isny, wurde er Durchgangsbahnhof. Vor der Eröffnung der Bahnstrecke Leutkirch–Memmingen am 2. Oktober 1889 entstand das heutige Empfangsgebäude; die Anlage wurde zum Keilbahnhof. Nachdem am 31. Dezember 2001 die Teilstrecke Richtung Isny endgültig stillgelegt wurde, ist Leutkirch wieder reiner Durchgangsbahnhof. Das Empfangsgebäude steht unter Denkmalschutz und wurde in den Jahren 2011 und 2012 saniert. An den Kosten beteiligte sich neben der Stadt auch eine Genossenschaft aus 600 Bürgern mit einer Million Euro. Der „Bürgerbahnhof“ wurde von der Denkmalstiftung Baden-Württemberg zum „Denkmal des Monats April 2012“ ernannt.

## Lage

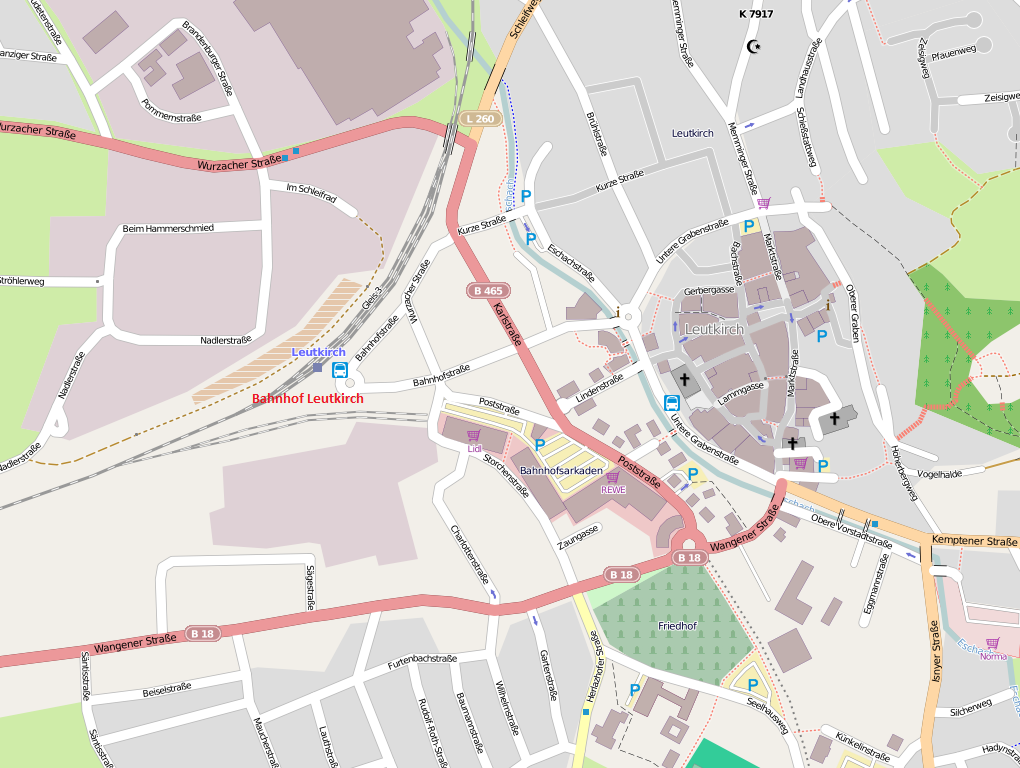
Umgebungskarte

### Örtliche Lage
Der Bahnhof befindet sich ungefähr 400 Meter westlich der Leutkircher Altstadt und ist mit dieser durch die Bahnhofstraße verbunden. Diese kreuzt auf dem Weg dorthin die Karlstraße, die Teil der Bundesstraße 465 ist. Der unmittelbare Bahnhofsvorplatz besteht aus einem Kreisverkehr und trägt den Namen Bahnhof. Im Anschluss daran befindet sich im Schenkel der beiden in Richtung Norden und Süden führenden Bahnstrecken eine dreieckige Parkanlage mit Parkmöglichkeiten rundherum. Diese wird im Norden und Süden von der U-förmig verlaufenden Bahnhofstraße begrenzt, im Osten von der Wurzacher Straße.
In direkter Nachbarschaft des Bahnhofs befindet sich das Einkaufszentrum Bahnhofsarkaden. Es wurde nach Abriss der Gleisanlagen auf der ehemaligen Bahntrasse nach Isny erbaut. Südöstlich führt die Poststraße an den Bahnhofsarkaden entlang. Sie mündet in die Wangener Straße, die zur Bundesstraße 18 gehört und die Isnyer Strecke früher mittels eines Bahnübergangs querte. Nördlich des Bahnhofsgeländes schließt sich eine Kleingartenanlage an. Im Nordosten unterquert die Wurzacher Straße, ebenfalls Teil der Bundesstraße 465, die Bahnhofsausfahrt in Richtung Memmingen mittels einer Unterführung. Bis Anfang der 2000er Jahre befand sich dort ebenfalls ein Bahnübergang.

### Bahnstrecken
Im Bahnhof Leutkirch zweigte bis Dezember 2001 ungefähr 300 Meter westlich der Bahnsteige die Strecke Leutkirch–Memmingen von der Strecke Herbertingen–Isny ab. Heute geht die Herbertinger Strecke in Leutkirch direkt in die Memminger Strecke über. Auf Höhe der Unterführung der Wurzacher Straße zweigte der Gleisanschluss zum Unternehmen Thermopal ab. Die Gleisanlagen der Isnyer Strecke sind im Bahnhofsbereich noch erhalten, die weitere Trasse ist inzwischen abgeräumt.

## Geschichte

### Der Weg zum Eisenbahnanschluss

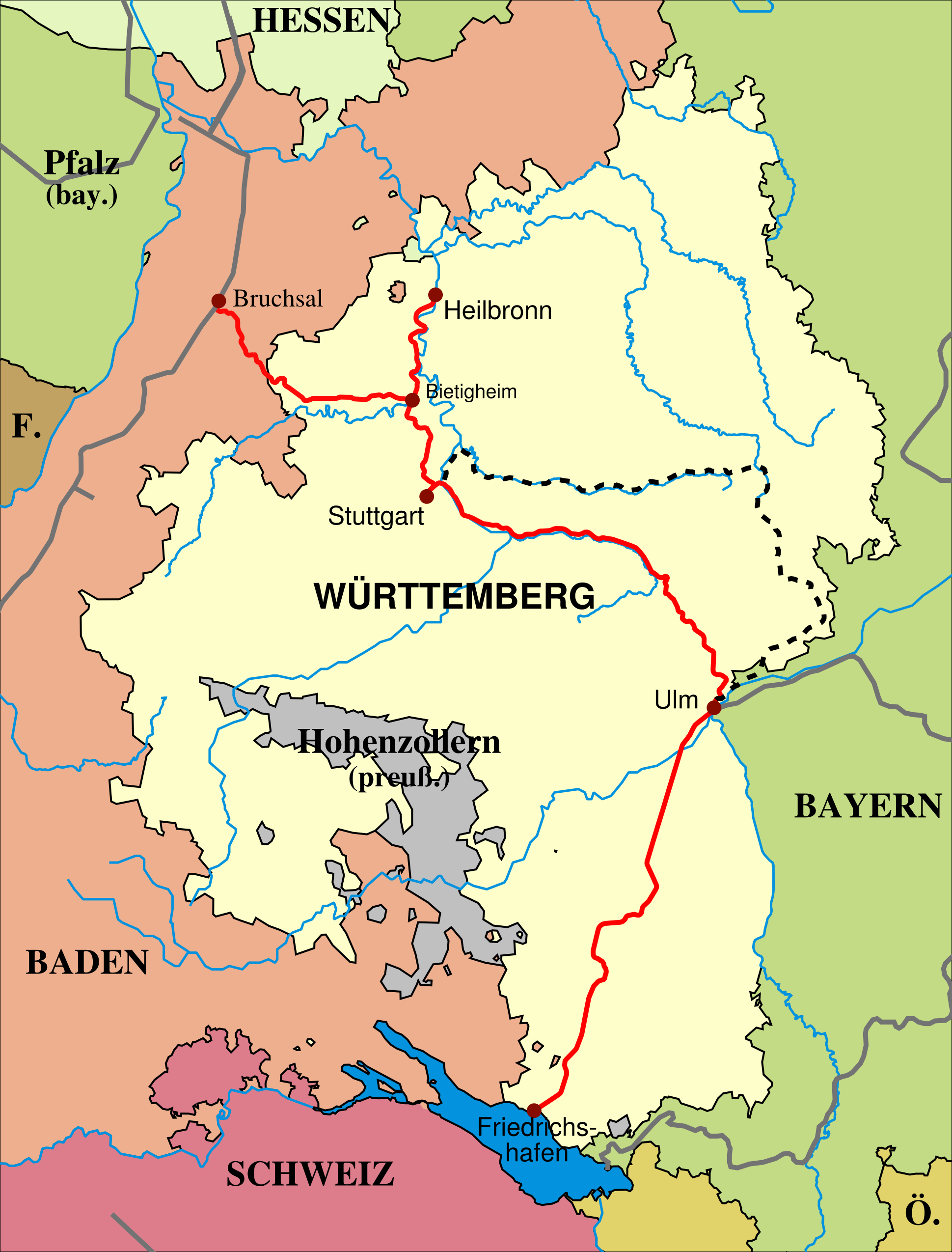
Württembergisches Eisenbahnnetz im Jahr 1854

Nach dem industriellen Aufschwung Mitte des 19. Jahrhunderts wurde für die Region ein effizientes Verkehrsmittel gesucht. Die Pferdefuhrwerke stießen auf den schlecht ausgebauten Straßen an ihre Leistungsgrenze. Das Königreich Württemberg setzte auf den Bau von Wasserstraßen, sodass ein Kanal von Ulm an der Donau bis Friedrichshafen am Bodensee geplant wurde. Der Kanal sollte den ungefähren Verlauf der heutigen Württembergischen Südbahn erhalten. Da die Städte Leutkirch und Isny im Allgäu nicht an den Kanal angeschlossen werden konnten, setzten diese auf die in England erfundene neue Dampfeisenbahntechnologie. Nachdem das Projekt eines Kanals zugunsten des Baus der Südbahn verworfen worden war, waren Isny und Leutkirch ab 1849 durch die Staatsstraße Nummer 54 an den Bahnhof Essendorf angeschlossen.
Am 18. März 1860 wurde in Leutkirch ein Eisenbahnverein gegründet, der sich für eine Eisenbahnverbindung nach Essendorf einsetzte. 1862 schlossen sich die Eisenbahncomitees der Orte Leutkirch, Kißlegg, Waldsee, Saulgau und Mengen zusammen. Sie planten Anfang des Jahres eine Bahnstrecke von Sigmaringen über Mengen, Aulendorf, Kißlegg nach Leutkirch mit möglicher Fortsetzung an die bayerische Grenze. 1865 wurde der Bau beschlossen. Der Ausbruch des Deutschen Krieges 1866, in dem auch das Königreich Württemberg an der Seite Österreichs gegen Preußen kämpfte, verzögerte den Baubeginn bis Ende des Jahres 1867. Bürger aus Wangen im Allgäu wollten Bayern beim Bau einer Strecke von Memmingen über Leutkirch, Kißlegg, Wangen und Hergatz nach Lindau unterstützen, um ebenfalls einen Eisenbahnanschluss zu erhalten. 31 Bürger sprachen hierzu am 2. Januar 1868 in Stuttgart beim Minister vor. Der Antrag wurde jedoch abgelehnt, da man behauptete, dass Wangen Bayern nur den Bau einer schnelleren Strecke zum Bodensee unterstützen wollte. Im Herbst 1870 konnte die Württembergische Allgäubahn bis Kißlegg fertiggestellt werden. Die Postkutschen fuhren jetzt nach Kißlegg statt nach Essendorf. Im April 1871 fand der erste Spatenstich des Abschnitts von Kißlegg nach Leutkirch statt. Die Fertigstellung des letzten Teilstücks wurde durch den Ausbruch des Deutsch-Französischen Kriegs verzögert.

### Der provisorische Bahnhof
Am 20. Oktober 1871 schrieben die Königlich Württembergischen Staats-Eisenbahnen den Bau des Bahnhofs Leutkirch aus. Hier sollte eine vorläufige, für spätere Streckenerweiterungen vorbereitete, Anlage entstehen. Die Ausschreibung gewann das Bauunternehmen F. Schmid. Am 1. September 1872 konnte der Teilabschnitt von Kißlegg nach Leutkirch feierlich eröffnet werden. Dieses Ereignis begleiteten die Gemeinden mit zahlreichen Festen.
Das provisorische Empfangsgebäude besaß eine Grundfläche von 27 × 10 Metern. Im hölzernen, einstöckigen Gebäude befanden sich Zimmer für das Postamt, Diensträume und zwei Wartesäle. Die Bahnhofsrestauration, die bis 1883 als Gastwirtschaft geführt wurde, befand sich am anderen Ende der Platzgasse, der heutigen Bahnhofstraße. 1987 wurde das Gebäude abgerissen und durch einen Neubau der Leutkircher Bank ersetzt. Im Bahnhofsgebäude wurde 1889 eine eigene Bahnhofsrestauration eröffnet.
Für den Güterverkehr war ein 35,24 × 10,02 Meter großer Güterschuppen erbaut worden. Zusätzlich war ein einständiger Lokschuppen vorhanden. Westlich des einstöckigen Verwaltungsgebäudes befand sich ein kleines Nebengebäude. Dieses beherbergte die Toiletten, ein Holz- und ein Lampenlager. Das gesamte Bahngelände besaß Ausmaße von 674 × 63 Metern. Die Höhe über dem Meer war damals umstritten, verschiedene Quellen gaben 652 bis 657 Meter über dem Meer an, nach neueren Quellen liegt der Bahnhof 652 Meter über dem Meer.

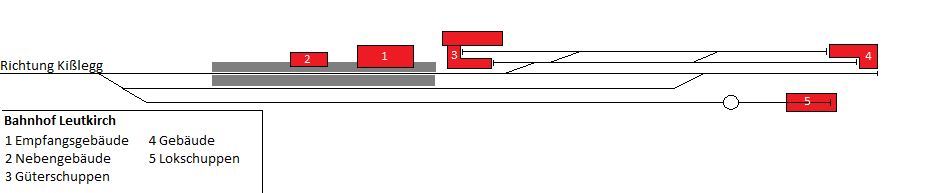
Gleisplan von 1872

Es waren vermutlich zwei Bahnsteiggleise vorhanden. Ein genauer Gleisplan ist nicht überliefert. Ein drittes Gleis diente dem Güterverkehr. Östlich des Empfangsgebäudes befanden sich zwei weitere Stumpfgleise für den Güterverkehr. Der Verkehr in Leutkirch stieg rasch an. An Markttagen sollen bis zu 1100 Personen den Bahnhof frequentiert haben. Auch der Güterverkehr gewann an Bedeutung, hauptsächlich wurden Langholz, Käse, Bretter und Ziegelsteine transportiert.
Der württembergische Landtag beschloss am 11. Dezember 1872 den Bau der Strecke nach Isny. Die Bauarbeiten begannen im Frühjahr 1873, am 14. August 1874 wurde sie feierlich eröffnet. Änderungen an den Bahnanlagen wurden nicht vorgenommen.

### Anschluss an Memmingen und Umbau zum Keilbahnhof

Das Bahnhofsgebäude in Bau, im Vordergrund die Lokomotive TUEBINGEN

Als am 31. Juli 1880 die Stichbahn von Kißlegg nach Wangen eröffnet wurde, versuchte Bayern erneut die Bahnstrecke von Leutkirch über Kißlegg nach Wangen in Richtung Memmingen und Lindau zu verlängern. Im Dezember 1885 verhandelte man über die Streckenerweiterungen im bayerischen Landtag. Am 10. Februar 1887 kam es letztendlich doch noch zu einem Staatsvertrag, da von der gesamtdeutschen Heeresführung eine weitere Eisenbahnverbindung zwischen Bayern und Württemberg gewünscht wurde.
Der Bahnhof sollte zu einem Keilbahnhof umgebaut werden. Die Strecke aus Kißlegg verzweigt sich vor dem Bahnhof in die Bahnstrecken nach Memmingen und nach Isny. Mittig im Keil des Bahnhofes sollte ein neues Bahnhofsgebäude entstehen, seitlich war jeweils ein Nebengebäude vorgesehen. Vor dem Empfangsgebäude entstand ein großzügig ausgestalteter Bahnhofsplatz, auf dem später ein Rondell und eine Parkanlage angelegt wurden. In der Keilspitze war eine sogenannte Centralbude vorgesehen, von der aus der Betrieb gesteuert werden sollte. Am 17. Juni 1888 wurden die Hochbauten und Gleisanlagen im Bahnhof Leutkirch ausgeschrieben. Den Zuschlag erhielt das Unternehmen Theuer und Oelkuch aus Stuttgart. Am 18. Juni 1888 begannen die Bauarbeiten an der Strecke von Memmingen nach Leutkirch. Im September schrieb man die Innenarbeiten in den Hochbauten aus. Rechtzeitig vor dem Wintereinbruch konnten die Arbeiten abgeschlossen werden.
Am 5. Mai 1889 berichtete der Allgäuer Bote, dass zwischen dem Berliner Eisenbahnregiment und der königlich württembergischen Generaldirektion ein Vertrag geschlossen wurde, der die Übernahme des Streckenbaus ab dem 28. Juni zu Übungszwecken beschloss. Am 19. Juli 1889 schrieb die königlich württembergische Bausektion die Bauarbeiten für die Wasserversorgung des Bahnhofs aus. Die Kosten für die benötigten Anlagen wurden auf ungefähr 30.000 Goldmark geschätzt, wobei die eisernen Rohrleitungen bereits 20.000 Goldmark kosten sollten. Am 8. August 1889 war der Bau so weit fortgeschritten, dass die erste Probefahrt zwischen Leutkirch und Aichstetten stattfand. Noch im selben Monat erarbeitete die Bausektion einen Fahrplanentwurf, der täglich vier Zugpaare zwischen Memmingen und Leutkirch vorsah. Das Berliner Eisenbahnregiment schloss die Bauarbeiten am 2. September 1889 ab. Am 2. Oktober 1889 wurde die Strecke feierlich mit einem Gabelfrühstück in Leutkirch und einem Fest in Memmingen eröffnet. Am Tag darauf konnte sie offiziell in Betrieb genommen werden. Fortan fuhren die meisten aus Richtung Kißlegg kommenden Züge nach Memmingen statt nach Isny.

### Erweiterung der Bahnhofsanlagen

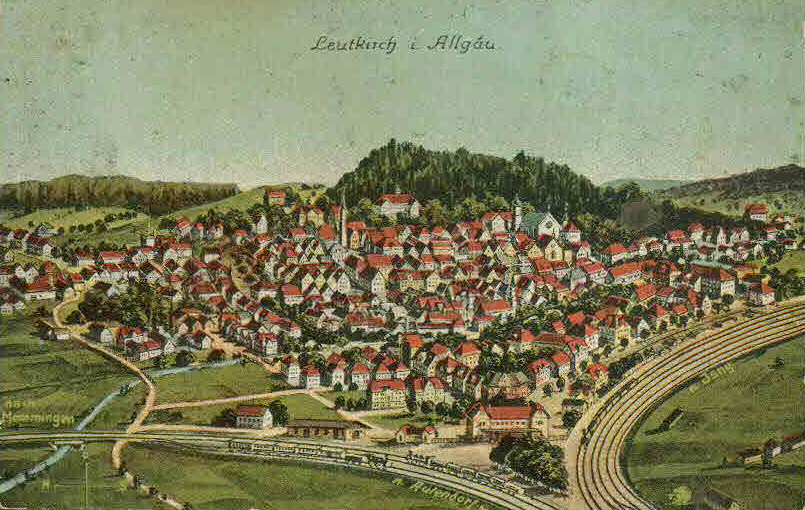
Historische Darstellung Leutkirchs, im Vordergrund der Bahnhof

Der Verkehr auf der Bahnstrecke nach Memmingen nahm zu, so dass am 20. Juni 1890 der Güterschuppen von der Isnyer auf die Memminger Seite verlegt wurde. Die Gesamtkosten beliefen sich auf rund 13.000 Goldmark, wovon die Betonarbeiten 8300 Goldmark ausmachten. Am 15. Juli 1890 wurde die Lücke zwischen Wangen im Allgäu und Hergatz geschlossen, so dass sich eine schnellere Alternativroute von München zum Bodensee ergab.
In der Bahnhofstraße und auch in der Wurzacher Straße errichteten die Königlich Württembergischen Staats-Eisenbahnen eigene Wohnungen für ihr Personal. Auch das Bahnmeisterbüro zog in eines dieser Gebäude, deren genaues Baujahr unbekannt ist. Nach verschiedenen Quellen sollen sie zwischen 1890 und 1909 erbaut worden sein. In der Folgezeit wurde der Lokschuppen zweigleisig ausgebaut; für die Viehwagen-Reinigungseinrichtung errichteten die Königlich Württembergischen Staats-Eisenbahnen im September 1893 ein Kesselhaus. Im Zuge der deutschlandweiten Einführung von Bahnsteigsperren erhielt auch der Bahnhof Leutkirch am 1. Oktober 1893 entsprechende Abschrankungen. Sie sollten das Betreten des Bahnsteigs ohne Fahrkarte beziehungsweise Bahnsteigkarte verhindern.
1894 wurde auf Isnyer Seite in der Nähe des Nebengebäudes ein Eiskeller errichtet, in dem die Restauration ihr Bier kühlte. Im selben Jahr entstand auf der Isnyer Seite des Bahnhofs ein Bauamtsgebäude. Es stand auf gleicher Höhe wie der Güterschuppen auf der Memminger Seite. Im Erdgeschoss befand sich das Königliche Betriebsbauamt, im ersten Stock die Wohnung des Betriebs-Bauinspektors. Im Dachgeschoss wurden Kammern und Bühnenräume eingerichtet.
Ab 1903 richteten die Königlich Württembergischen Staats-Eisenbahnen einen Kraftwagenverkehr ein, der die kleineren Orte der Umgebung mit Leutkirch und Kißlegg verband. Hierfür standen anfangs zwei Fahrzeuge zur Verfügung. Der Verkehr wurde wegen der niedrigen Leistung der Motorwagen um 1907 wieder eingestellt.
Am 2. März 1907 wurde die Erweiterung der Gleisanlagen genehmigt. Sie kostete 17.200 Goldmark, wobei allein der Oberbau mit 4800 Goldmark veranschlagt war. Im Juni 1907 wurden Pläne für eine Stellwerksbude I angefertigt, die noch im selben Jahr erbaut wurde. Sie stand auf westlicher Seite außerhalb des Bahnhofs in Richtung Kißlegg, eine zweite Stellwerksbude entstand am Bahnübergang der Wurzacher Straße. Ob die Stellwerksbude III noch im selben Jahr erbaut wurde, ist nicht mehr nachvollziehbar.
Am 1. Juli 1907 wurde die Bahnstrecke Kempten–Silbratshofen feierlich eröffnet. Die Verlängerung bis Isny konnte am 15. Oktober 1909 in Betrieb genommen werden. Somit entstand eine weitere Verbindung von Leutkirch in Richtung Kempten (Allgäu). Aufgrund des steigenden Güterverkehrs errichtete man noch im gleichen Jahr eine Gleiswaage auf der Memminger Seite. Sie stammte vom Unternehmen Lang aus Cannstatt, war neun Meter lang und bis 40 Tonnen ausgelegt. Im Juni plante man das Bauamtsgebäude zu erweitern. Im Erdgeschoss sollte ein weiteres Büro und darüber eine Veranda entstehen. Von 1911 bis 1921 war Leutkirch ein Lokomotivbahnhof der Königlich Württembergischen Staats-Eisenbahnen, der mit einem Lokführer und einem Heizer besetzt war. Im Juni 1911 erhielt das 1893 errichtete Kesselhäuschen der Viehwagenreinigungsanstalt einen Anbau. Das Nebengebäude auf der Memminger Seite wurde 1913 um einen Ölkeller und einen Magazinraum erweitert. Im selben Jahr entstand in der Bahnhofsstraße ein weiteres großes Gebäude, das im Erdgeschoss die Bahnmeisterei I beherbergte. Vom Sommer 1914 bis 1915 wurde das Empfangsgebäude erweitert. Auf der Memminger Seite entstand ein zusätzlicher einstöckiger Anbau. Der Bahnhof wurde 1914 der Eisenbahnbetriebsinspektion Friedrichshafen unterstellt. Dabei gehörten Leutkirch mit den Bahnmeistereien I und II sowie Kißlegg und Waldsee der eigenen Eisenbahnbauinspektion Leutkirch an.

### Erster Weltkrieg
Nachdem am 1. August 1914 der Erste Weltkrieg begonnen hatte und am 2. August die Mobilmachung erfolgt war, wurden am 7. August zahlreiche Soldaten am Bahnhof Leutkirch feierlich verabschiedet. Die Militärzüge brachten die meisten Soldaten in Richtung Frankreich. Dadurch kam es bei planmäßigen Personen- und Güterzügen zu höheren Verspätungen, da die Militärzüge Vorrang hatten. In der Folgezeit wurde Leutkirch oft von bayerischen Militärzügen durchfahren. Ältere Soldaten bewachten den Bahnhof und hielten nach feindlichen Flugzeugen Ausschau. Schon am 28. August durchfuhr der erste Lazarettzug mit deutschen und französischen Verwundeten den Bahnhof. Bald darauf beschloss das Militär den Bahnhof während des Aufenthaltes eines Militärzuges abzusperren, um Gaben an französische Kriegsgefangene zu verhindern. Während des Krieges wurde der Bahnverkehr wegen Kohlemangels immer weiter eingeschränkt, Ende 1918 war der Bahnhof durch Militärzüge mit Rückkehrern geprägt.

### Beginn der Reichsbahnzeit
Gegenüber dem Empfangsgebäude auf der Isnyer Seite entstand 1919 das Sägewerk Peter und Sohn. Das Werk erhielt am 27. Juli 1924 einen privaten Gleisanschluss. Dieser wurde unter der Bedingung, ein Fünftel der Baukosten für eine mögliche Unterführung zwischen dem Postamt und der Alten Wurzacher Straße zu tragen, genehmigt. Diese Unterführung entstand jedoch erst im Jahr 1995, das Sägewerk wurde jedoch in der Zwischenzeit schon geschlossen. Am 1. April 1920 ging die Königlich-Württembergische Staatsbahn in der Deutschen Reichsbahn auf. Daraufhin entfiel für Leutkirch die Bezeichnung Lokstation, der Bahnhof wurde dem Bahnbetriebswerk Aulendorf, das dem Maschinenamt Ulm angehörte, unterstellt. Am 29. August 1923 beschwerte sich die Bahnmeisterei I bei der Reichsbahndirektion Stuttgart über die Umstände, dass die Erdhaufen am Ende der Stumpfgleise, die als Prellböcke dienten, die Bremsschläuche der Güterwagen mit Erde verstopften. Die Bahnmeisterei forderte, die Erdhaufen durch Prellböcke zu ersetzen. Diese Forderung wurde jedoch wegen Geldmangels vorerst nicht erfüllt. Ab dem 1. Oktober 1924 wurden bis Ende des Jahres sogenannte Blankofahrkarten im Bahnhof Leutkirch erprobt. Sie wurden vom Aussteller mit Tinte oder mit einem nicht leicht wegradierbaren Stift handgeschrieben. Mit einem farbigen Streifen kennzeichnete man die jeweilige Klasse.
Im Mai 1924 begann die Leutkircher Bahnmeisterei I mit dem Projekt für ein Kies- und Sandwerk in der bahneigenen Kiesgrube bei Marstetten-Aitrach. Unter Leitung der Bahnmeisterei konnte mit dem Kiesabbau noch im selben Jahr begonnen werden. Die Arbeiter bezeichnete man als Bauhilfs- und Tiefbauarbeiter der Lohnklasse 4. Am Ende des Jahres 1927 entstand für die Bahnmeisterei I, die zuvor in Wohn- oder anderen Verwaltungsgebäuden untergebracht waren, ein eigenes Gebäude zwischen dem Güterschuppen und der Gleiswaage an der Hauptstraße nach Wurzach. Im Kieswerk bei Marstetten-Aitrach entstand eine Betonwarenfabrik, die Betonteile für Brücken und Bahnsteige fertigte. Am 20. Juni 1930 wurde die Wohnung des Vorstehers der Bahnmeisterei I an das Fernsprechnetz angeschlossen, sodass die Bahnmeisterei jederzeit zu erreichen war. Dies war vor allem für das Kieswerk notwendig, da sämtliche Störungen und Unregelmäßigkeiten am Werk sofort der Bahnmeisterei gemeldet werden sollten.
1931 plante Adolf Kimpfler ein Lagerhaus für die Allgäuer Kraftfutter-Mittel zu errichten. Das Gebäude sollte nahe am Bahnhof entstehen, um einen Gleisanschluss zu ermöglichen. Nachdem der Standort in der Nähe des Amtsgerichtes festgelegt war, konnten die Bauarbeiten zur Errichtung des Gebäudes im September beginnen. Das Lagerhaus wurde mit einem Gleis an den Bahnhof angeschlossen.

### Ende der Reichsbahnzeit und Zweiter Weltkrieg
Die landwirtschaftliche Kredit- und Warengenossenschaft Herlazhofen erbaute auf der Isnyer Seite gegenüber dem Postamt einen Lagerschuppen, den die Deutsche Reichsbahn kaufte. Ende 1937 baute die Deutsche Reichsbahn den Schuppen als Bahnmeistereischuppen um. Hierzu erhielt er mehrere Werkstätten, einen Aufenthaltsraum und ein Lager. In der Keilspitze entstand ein Postwagenschuppen und eine Wellblechbude, die Aufenthaltsbude wurde 1937 durch ein Aufenthalts- und Übernachtungsgebäude ersetzt.
Nachdem 1939 der Zweite Weltkrieg begonnen hatte, wurde der Verkehr durch Militärzüge wieder stark eingeschränkt. Ältere Soldaten oder Bauern bewachten den Bahnhof vor feindlichen Angriffen. Durch das nahe Urlauer Munitionsdepot stiegen die Güterverkehrszahlen im Bahnhof Leutkirch wieder an. Ein jüdisches Ehepaar aus Leutkirch wurde am 28. November 1941 mit einem Zug nach Stuttgart deportiert. In der Folgezeit passierten einige Deportationszüge mit jüdischen Insassen den Bahnhof. 1943 entstand an der Wurzacher Straße ein Lagerschuppen für Holz, für diesen erhielt Franz Schorer einen Lagerplatzmietvertrag der Deutschen Reichsbahn. Anfang 1945 wurde der Eisenbahnverkehr fast vollständig eingestellt. Die Tageszüge fielen aus, da die Gefahr bestand, dass sie von alliierten Flugzeugen beschossen oder bombardiert werden.
Nachdem im März 1945 der Eisenbahnverkehr vollständig zum Erliegen gekommen war, wurde auf Gleis 4 der Reichsbahndirektionszug und andere Bahndienstzüge abgestellt. Eine Eisenbahn-Artillerie pausierte mit rund 50 Wagen im Bahnhof Leutkirch, um neue Truppen auszubilden. Für Eisenbahnbedienstete errichtete die Deutsche Reichsbahn vorerst in Leutkirch und später im Kieswerk bei Marstetten-Aitrach ein Auffanglager. Im April 1945 war der Bahnhof durch zahlreiche Bahndienst- und Militärzüge überfüllt. Am 24. April 1945 marschierten französische Truppen in Aulendorf ein. Der Bahnhof Leutkirch sollte daraufhin zerstört werden, die Sprengung konnte jedoch von Frau Peter verhindert werden. Sie schenkte den Soldaten Zivilkleidung und beriet sie, wie sie sich absetzen könnten. Als Gegenleistung sabotierten die Soldaten die Sprengung. Am 26. April 1945 wurde der Bahnhof von Tieffliegern angegriffen. Das Ziel war die Zerstörung der im Bahnhof stehenden Militärzüge. Während des Angriffs wurden zwei Menschen, die sich in einem Behelfszug befanden, getötet. Am 27. April wurde der Bahnhof mit Phosphorbomben angegriffen, dabei wurden fünf Personen getötet.
Durch die Sprengung einiger Brücken im Raum Leutkirch waren die Strecken Richtung Memmingen und Aulendorf nach dem Krieg nicht mehr befahrbar. Der erste Zug in Richtung Stuttgart verließ den Bahnhof am 17. Mai 1945. Mit ihm verließen die im Zweiten Weltkrieg geflüchteten Eisenbahner das Auffanglager. Die Brücken waren inzwischen behelfsweise wiederhergestellt. Seit dem 14. Juni 1945 bedienten den Bahnhof drei Zugpaare, in der Folgezeit verbesserte die Detachement d′Occupation des Chemins de Fer Francais (D.O.C.F.) die Betriebssituation, der Betrieb wie in der Vorkriegszeit wurde aber nicht wiederhergestellt. Am 1. September 1945 wurde der Bahnhof Leutkirch mit dem Süden Württembergs an die von Frankreich übernommene Reichsbahndirektion Karlsruhe angeschlossen. Seit dem 31. August 1945 wurde eine Köf-Kleinlokomotive im Bahnhof Leutkirch beheimatet. Am 9. Juli 1945 gab man die Bahnhofsrestauration wieder für Fahrgäste frei. Am 1. September 1946 löste man das Betriebsamt Leutkirch auf und gliederte es in das Betriebsamt Lindau ein. Der Sitz des Maschinenamts Friedrichshafen wurde auf Aulendorf verlegt. Am 25. Juni 1947 wurde in einem Staatsvertrag zwischen Baden, Rheinland-Pfalz und Württemberg-Hohenzollern die Betriebsvereinigung der Südwestdeutschen Eisenbahn (S.W.D.E.) gegründet. Am 7. September 1949 wurde in der amerikanischen und britischen Zone die Deutsche Bundesbahn gegründet. Am 15. Oktober 1949 ging auch die S.W.D.E. in der französischen Zone in der Deutschen Bundesbahn auf.

### Entwicklung ab 1950

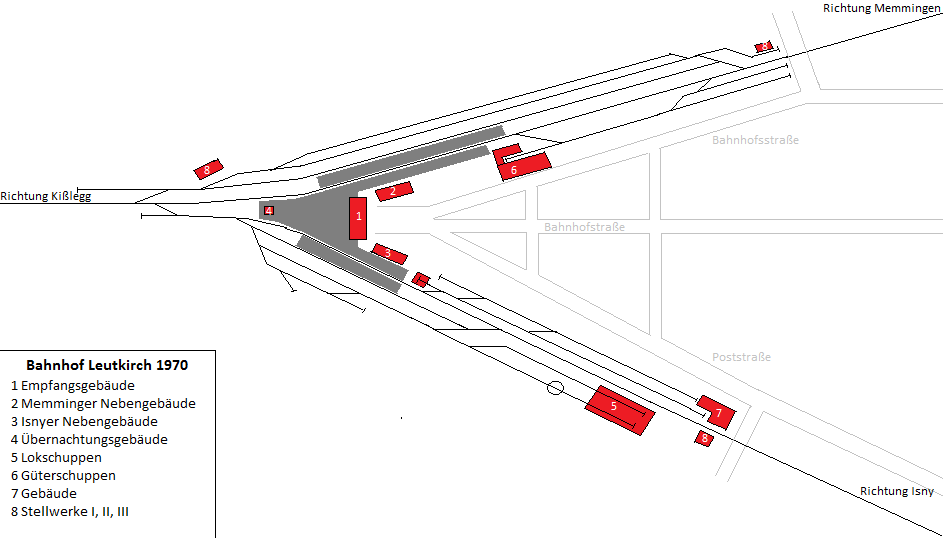
Schematischer Gleisplan aus dem Jahr 1970

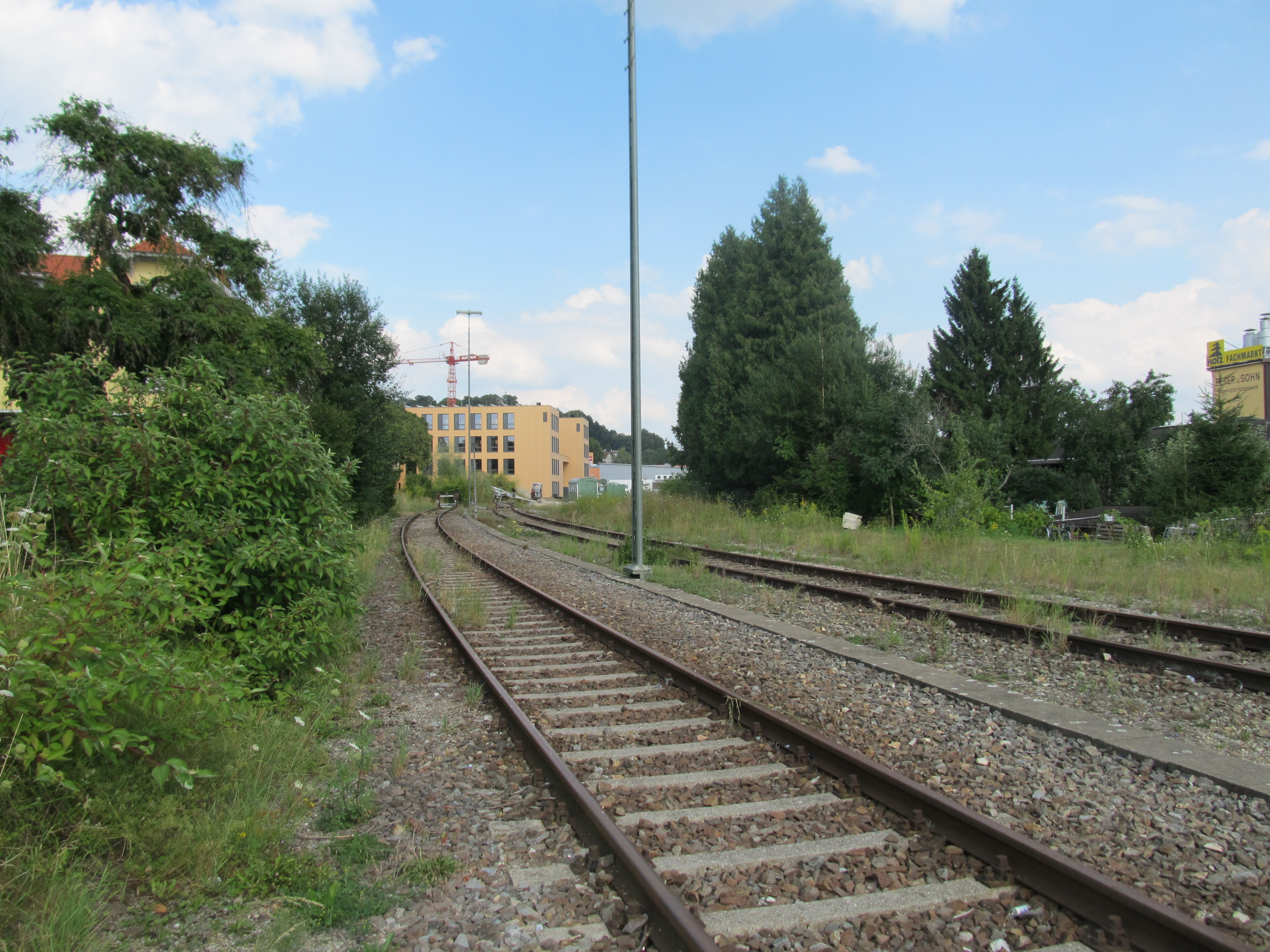
Der ehemalige Isnyer Bahnhofsteil

Am 1. Januar 1953 wurde der Bahnhof wieder dem Betriebsamt Friedrichshafen angegliedert. Das Betriebsamt wechselte am gleichen Tag wieder zur Eisenbahndirektion Stuttgart, die schließlich am 1. April des gleichen Jahres in Bundesbahndirektion Stuttgart umbenannt wurde. Das 1931 von Adolf Kimpfler erbaute Lagerhaus für Allgäuer Kraftfutter-Mittel ist inzwischen in den Besitz der Raiffeisen übergegangen. 1955 wurde es um einen Mischfutterbetrieb erweitert, am Gebäude erbaute man eine Rampe, die eine direkte Anfahrt mit Güterwaggons ermöglichte. 1962 beantragte die Forstbaumschule Carl Edelmann einen Gleisanschluss, der allerdings erst 1964 verwirklicht wurde.
Am 20. Mai 1965 übernachtete die britische Königin Elisabeth II. während ihrer vom 18. bis zum 28. Mai dauernden Deutschlandreise in einem Sonderzug in Leutkirch. Nachdem Elisabeth II. aus München kam, kam der Sonderzug kurz nach Mitternacht im Bahnhof an. Hier übernachtete die Königin in ihrem Sonderzug, da in Leutkirch die notwendige Gleislänge und Ruhe gewährleistet war. Am Morgen um circa 8 Uhr setzte der Zug unter großem Andrang der Bevölkerung seine Fahrt in Richtung Friedrichshafen fort.
Am 1. April 1968 wurde die Bahnmeisterei Kißlegg in die Bahnmeisterei Leutkirch eingegliedert. Im September 1968 richtete man in der Güterhalle ein Büro für die Güterabfertigung ein. Im selben Monat wurden die Bahnsteigsperren abgebaut und die Bahnsteige asphaltiert. Ein Bahnsteigsperrenhäuschen ließ die Deutsche Bundesbahn wegen der besonderen historischen Bedeutung nach dem Abbau im Bahnhof Leutkirch im Verkehrsmuseum Nürnberg wiederaufbauen. Zwischen dem Empfangsgebäude und dem Isnyer Nebengebäude entstanden auf dem Bahnhofsplatz drei moderne Bushaltestellen um einen direkten Umstieg zwischen Bus und Bahn zu ermöglichen. Seit 1968 war das Stellwerk III, dass die Ausfahrt in Richtung Isny steuerte, unbesetzt. Die noch für den Personenverkehr notwendigen Weichen wurden vom Stellwerk II gestellt, die restlichen konnten nur noch von Hand gestellt werden. Anfang der 1970er Jahre plante die Deutsche Bundesbahn in Leutkirch ein Zentralstellwerk, die Planungen wurden aber vorerst nicht umgesetzt. Anfang April 1970 wurde der Gepäckdienst im Bahnhof Leutkirch eingestellt und den Fahrgästen stattdessen Kofferkulis zur Verfügung gestellt. Am 9. August 1970 bot die Deutsche Bundesbahn vom Bahnhof Leutkirch die erste öffentliche Sonderfahrt an. Der Zug Ulmer Spatz fuhr vom Bahnhof Leutkirch in den Schwarzwald und am Abend wieder zurück. Im September 1970 wurden die Bushaltestellen, die sich zuvor zwischen dem Empfangsgebäude und dem Isnyer Nebengebäude befanden, vor das Memminger Nebengebäude verlegt. Im Sommer 1970 konnte das Projekt Fahrrad am Bahnhof auch in Leutkirch verwirklicht werden, die Deutsche Bundesbahn stellte hierzu acht Fahrräder zur Verfügung. Im Jahr 1972 wurde im Bahnhof eine Lautsprecheranlage eingebaut. Die Durchsagen waren im Bahnsteigbereich, in der Bahnhofsvorhalle, in der Bahnhofsrestauration und an den Bushaltestellen zu hören.
1974 plante die Deutsche Bundesbahn das Isnyer Nebengebäude abzureißen, was jedoch nicht geschah. Am 26. April 1973 schloss die Bahnhofsrestauration, die zuletzt Ludmilla Fetzer führte. Der angeschlossene Kiosk blieb vorerst erhalten. Zum 1. Juni 1976 wurde der Personenverkehr nach Isny eingestellt und die fortan nur noch dem Güterverkehr zum Urlauer Munitionslager dienende Strecke bis Friesenhofen verkürzt. Es handelte sich dabei fortan nur noch um ein Nebengleis des Bahnhofs Leutkirch, das zum 7. Dezember 1976 ein weiteres Mal verkürzt wurde und seither an der damals neu entstandenen Ladestelle Urlau endete.
Am 19. Januar 1978 wurden die Stellwerke I und II durch ein elektronisches Spurplandrucktastenstellwerk der Bauart 30 von Lorenz ersetzt. Von diesem Stellwerk wurden auch die Bahnhöfe Aichstetten und Tannheim ferngesteuert. Mit der Inbetriebnahme des neuen Stellwerkes wurden die Formsignale durch Lichtsignale ersetzt. Der Bahnübergang an der Hauptstraße nach Wurzach erhielt eine Blinklichtanlage. Noch im selben Jahr ließ die Deutsche Bundesbahn die Stellwerke I und II abreißen. Der Lokschuppen wurde dabei auch abgebrochen.
1979 wünschten mehrere Leutkircher Bürger den barrierefreien Ausbau des Bahnhofes. Nachdem die Deutsche Bundesbahn dem nicht zustimmte, sollten wenigstens die Bahnsteige erhöht werden, um den Einstieg zu erleichtern. Die Deutsche Bundesbahn plante daraufhin die Bahnsteige im Jahr 1980 für 250.000 Deutsche Mark auf eine Höhe von 55 Zentimetern zu erhöhen, was allerdings erst 2017 tatsächlich geschah. 1980 wurde der Bahnhof Kißlegg an die Hauptdienststelle Leutkirch angegliedert. Im April 1980 eröffnete DB Touristik in einem Raum des Bahnhofsgebäudes eine Kundenberatung.
Seit Mitte der 1960er Jahre kritisierten Fahrgäste den schlechten baulichen Zustand des Empfangsgebäudes. Am 7. August 1968 teilte die Deutsche Bundesbahn auf Anfrage der Stadt Leutkirch mit, dass ein neues Empfangsgebäude schon geplant sei. Es lagen allerdings noch keine genaueren Planungen vor. Im Mai 1979 wurde das Bahnhofsgebäude auf Initiative von Leutkircher Bürgern, die den Abriss des Empfangsgebäudes verhindern wollten, unter Denkmalschutz gestellt. Die Deutsche Bundesbahn setzte ihre Planungen für einen Neubau des Empfangsgebäudes jedoch fort. An der Stelle des Memminger Nebengebäudes sollte ein moderner Zweckbau entstehen. Das Landesdenkmalamt und die Stadt Leutkirch weigerten sich jedoch dem Bau eines neuen Empfangsgebäudes zuzustimmen, weshalb das Projekt vorerst verworfen wurde. Die Deutsche Bundesbahn stimmte jedoch auch nicht einer Renovierung des alten Gebäudes zu, da seine Erhaltung nicht mehr wirtschaftlich schien. Leutkircher Bürger gründeten daraufhin eine Fördergesellschaft, die die Renovierung des Empfangsgebäudes finanzieren sollte. Um mehr Aufmerksamkeit für das Bahnhofsgebäude zu erhalten, veranstaltete man am 7. und 8. Mai 1983 ein Bahnhofsfest. Im Mai des nächsten Jahres wurde ein weiteres Fest veranstaltet, die Fördergesellschaft organisierte während des Festes eine Unterschriftenaktion, die die Renovierung des Bahnhofsgebäudes sicherstellen sollte. Daraufhin ließ die Deutsche Bundesbahn die Außenfassaden renovieren, der Innenraum blieb weiterhin in einem schlechten Zustand. Seit 1984 wurde der Fahrkartenschalter nur noch an einigen Wochentagen besetzt, am Bahnsteig wurden Fahrkartenautomaten aufgestellt. Mit der Gründung der Deutschen Bahn AG im Jahr 1994 entfiel der Bahnhofsvorsteher, zuletzt war dies Gerhard Krause. Am 1. April 1995 wurde die Gepäck- und Expressgutbeförderung aufgelöst. Die Signaldienststelle beendete am 31. Dezember 1996 ihren Betrieb.
Am 1. Juni 1997 eröffnete die Kunstausstellung Kunst im Bahnhof in den nicht mehr genutzten Räumen des Empfangsgebäudes. Die Räume wurden von der Deutschen Bahn gemietet und renoviert. Die Ausstellung wurde jedoch 1998 wieder abgebaut, nachdem im Schloss Altmannshofen bessere Räumlichkeiten gefunden worden waren. Zum 31. Dezember 2001 wurde Leutkirch mit endgültiger Einstellung der Isnyer Strecke als Wagenladungs-Tarifpunkt im Güterverkehr aufgehoben. Am 27. September 2010 nahm die Stadt Leutkirch das vorgeschlagene Konzept eines Bürgerbahnhofes an. Mit einer Genossenschaft aus Leutkircher Bürgern, der Leutkircher Bürgerbahnhof eG, wurde die Renovierung und die Neugestaltung des Empfangsgebäudes finanziert und innerhalb von 14 Monaten durchgeführt. In den Bahnhof wurden ein Restaurant, Büroräume für kreative Berufe sowie das Informationszentrum Nachhaltige Stadt integriert.
Im Februar 2016 wurde ein Video-Reisezentrum anstelle des bisherigen Reisezentrums eröffnet. Von März bis November 2017 wurden die Bahnsteiganlagen für mehr als fünf Millionen Euro barrierefrei auf eine Höhe von 55 Zentimeter ausgebaut. Dabei wurde der Zwischenbahnsteig an Gleis 2 durch einen Außenbahnsteig an Gleis 3 ersetzt, der über eine Unterführung mit Aufzügen zu erreichen ist.

## Bauwerke

### Empfangsgebäude

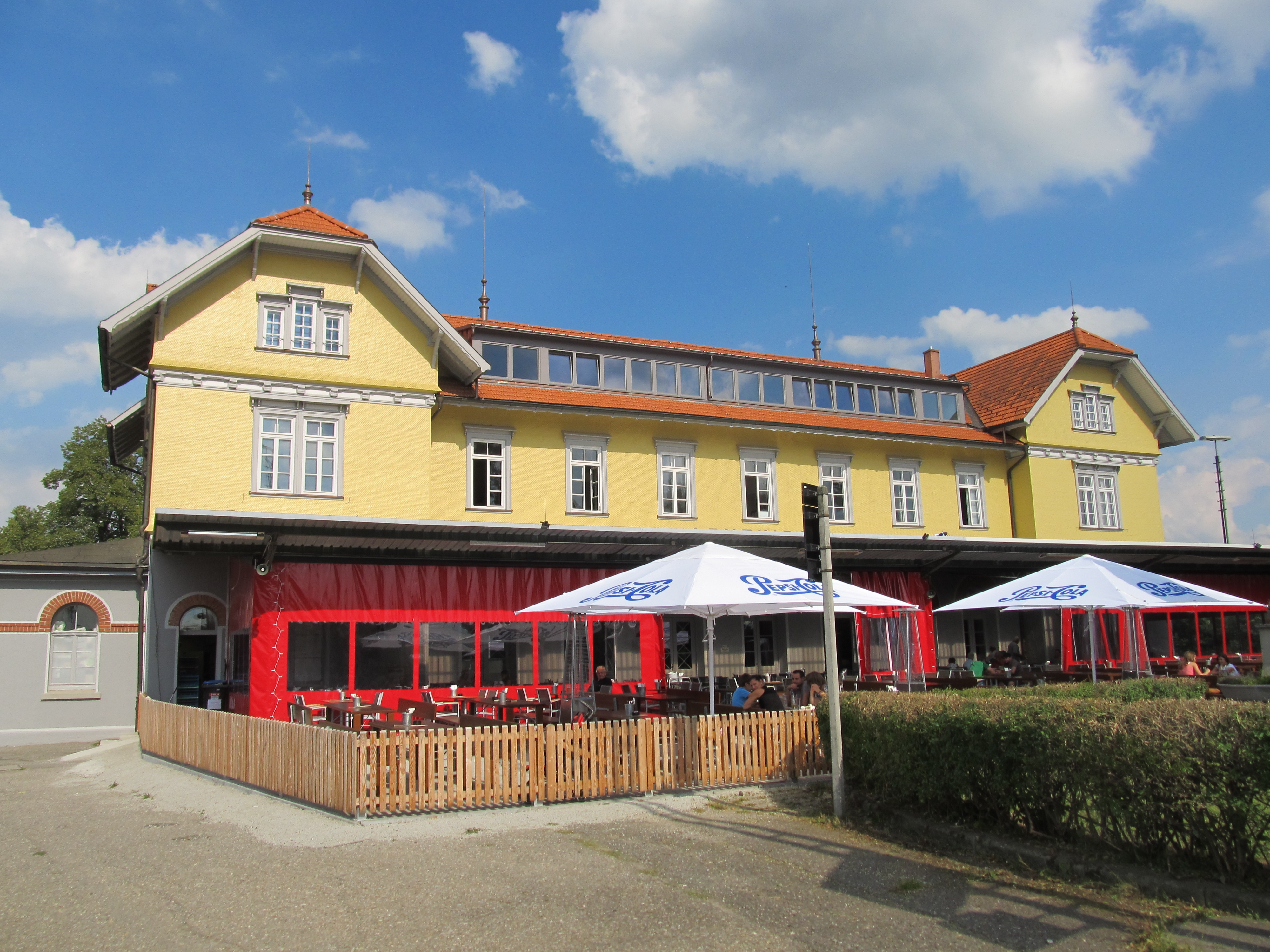
Bahnhofsgebäude von der Gleisseite

Als am 17. Juni 1888 der Bau der Gleisanlagen und Hochbauten ausgeschrieben wurde, erhielt das Unternehmen Theuer und Oelkuch den Zuschlag für den Bau des Empfangsgebäudes. Die Kosten zum Neubau des Bahnhofsgebäudes wurden auf 50.000 Goldmark geschätzt. Die Innenarbeiten des Gebäudes wurden auf rund 21.000 Goldmark veranschlagt, davon entfielen 8066 Goldmark auf die Schreinerarbeiten und 4227 Goldmark auf die Riemenböden. Im Frühjahr 1889 war das Gebäude als Rohbau fertiggestellt. Im Sommer 1889 wurden die Bauarbeiten abgeschlossen. Während der Betriebszeit der Württembergischen Staatseisenbahnen trug das Bahnhofsgebäude die Bezeichnung Verwaltungsgebäude. Das Gebäude ist 14,5 Meter breit und 33,5 Meter lang. In einer 22 Meter langen Vorhalle werden die Fahrgäste vom Bahnhofsplatz aufgenommen. Der Eingang zur Vorhalle wurde mit sieben Torbögen ausgestaltet, von der Vorhalle war der Zugang zu allen Räumen möglich. Im linken Gebäudeteil befand sich der Warteraum der dritten Klasse, rechts des Warteraumes kam das Buffet der Bahnhofsrestauration. Es folgte der Wartesaal der zweiten Klasse, ein Wartesaal der ersten Klasse war damals nicht vorhanden. In der Mitte des Gebäudes befand sich das Treppenhaus. Es folgte rechts die Postablage und das Gepäckbüro. Im rechten Gebäudeteil war das Zimmer für den Telegrafen und den Bahnhofsvorstand untergebracht. Das Zimmer des Bahnhofsvorstands befand sich auf der Bahnsteigseite. Im ersten Stock befanden sich die Wohnungen für den Bahnhofsvorstand und für den Bauinspektor. Im Dach des Gebäudes wurden Kammern untergebracht, im Keller Lagerräume und die Küche der Bahnhofsrestauration. 1894 wurde die Wohnung des Bau-Betriebinspektors in das neu errichtete Bauamtsgebäude verlegt.
Im Sommer 1914 wurde das Empfangsgebäude umgebaut. Das Treppenhaus wurde in einen Anbau in der Fassadenmitte des Gebäudes auf die Stadtseite verlegt. Auf der Memminger Gleisseite wurde ein Anbau für den Fahrdienst errichtet. Dadurch wurde das Empfangsgebäude von 33,5 auf 39,65 Meter verlängert. Die Bauarbeiten dauerten noch bis 1915 an. Im April 1923 wurde der Einbau einer Wohnung für das Eisenbahnbetriebsamt Leutkirch im Dachstockwerk genehmigt. Für die Wohnung baute man in das Dach eine Dachgaube ein, die bei der Renovierung des Gebäudes im Jahr 1984 wieder abgebaut wurde. 1938 wurde die Bahnhofsrestauration neu gestaltet, der damalige Besitzer war Gottlob Stecher. Im Zweiten Weltkrieg plante Gottlob Stecher den Umbau und die Erweiterung des Empfangsgebäudes, diese Planungen wurden aber nie verwirklicht. Das Bahnhofsgebäude wurde trotz einiger Tieffliegerangriffe während des Kriegs nicht zerstört. Als 1956 die dritte Wagenklasse abgeschafft wurde, wurde der Wartesaal der zweiten Klasse zum Wartesaal der ersten Klasse und der Wartesaal der dritten Klasse zum Wartesaal der zweiten Klasse. Am 26. April 1973 wurde die Bahnhofsgastronomie, die zuletzt Ludmilla Fetzer führte, geschlossen. Die Räume des Restaurants standen seitdem leer. 1968 beschwerten sich erstmals Fahrgäste über den schlechten baulichen Zustands des Gebäudes. Die Deutsche Bundesbahn teilte daraufhin mit, dass ein neues Empfangsgebäude schon geplant sei. Es sollte ein neuer moderner Zweckbau an der Memminger Gleisseite entstehen. Leutkircher Bürger gründeten daraufhin im Frühjahr 1972 eine Fördergemeinschaft zum Erhalt des Gebäudes. 1973 wurde ein Bahnhofsfest und eine Unterschriftenorganisation veranstaltet, um den Erhalt des Gebäudes zu sichern. Die Deutsche Bundesbahn reagierte darauf jedoch nicht und teilte mit, dass eine Renovierung des alten Gebäudes nicht mehr rentabel sei.
1979 wurde das Gebäude unter Denkmalschutz gestellt. 1984 wurde ein weiteres Bahnhofsfest veranstaltet, diesmal reagierte die Deutsche Bundesbahn und renovierte im Dezember des Jahres die Außenfassaden. Einige Räume im Gebäude blieben jedoch weiterhin ungenutzt. Am 1. Juni 1997 wurde die Ausstellung Kunst im Bahnhof eröffnet, zu diesem Anlass wurde ein Teil der genutzten Innenräume renoviert. Die Ausstellung zog jedoch schon ein Jahr später nach Altmannshofen um. In den folgenden Jahren wurde um die Zukunft des Gebäudes diskutiert. Die Deutsche Bahn verkaufte das Gebäude an die Stadt Leutkirch, da ein Erhalt unrentabel gewesen wäre. Am 27. September beschloss die Stadt Leutkirch das Konzept eines Bürgerbahnhofes zur Renovierung des Gebäudes zu übernehmen, da der Stadt selbst nicht genügend Mittel zur Renovierung des Gebäudes zur Verfügung standen. Die Stadt Leutkirch verkaufte 1111 Anteile zu je 100 Euro an 600 Bürger zur Renovierung des Gebäudes. Das Erdgeschoss wurde vom Architekturbüro Gegenbauer umgebaut und für eine gastronomische Nutzung ausgebaut. Die Raumstruktur wurde dabei verändert, das historische Treppenhaus blieb aber erhalten. Mitte April 2012 wurde die Sanierung abgeschlossen.

### Nebengebäude

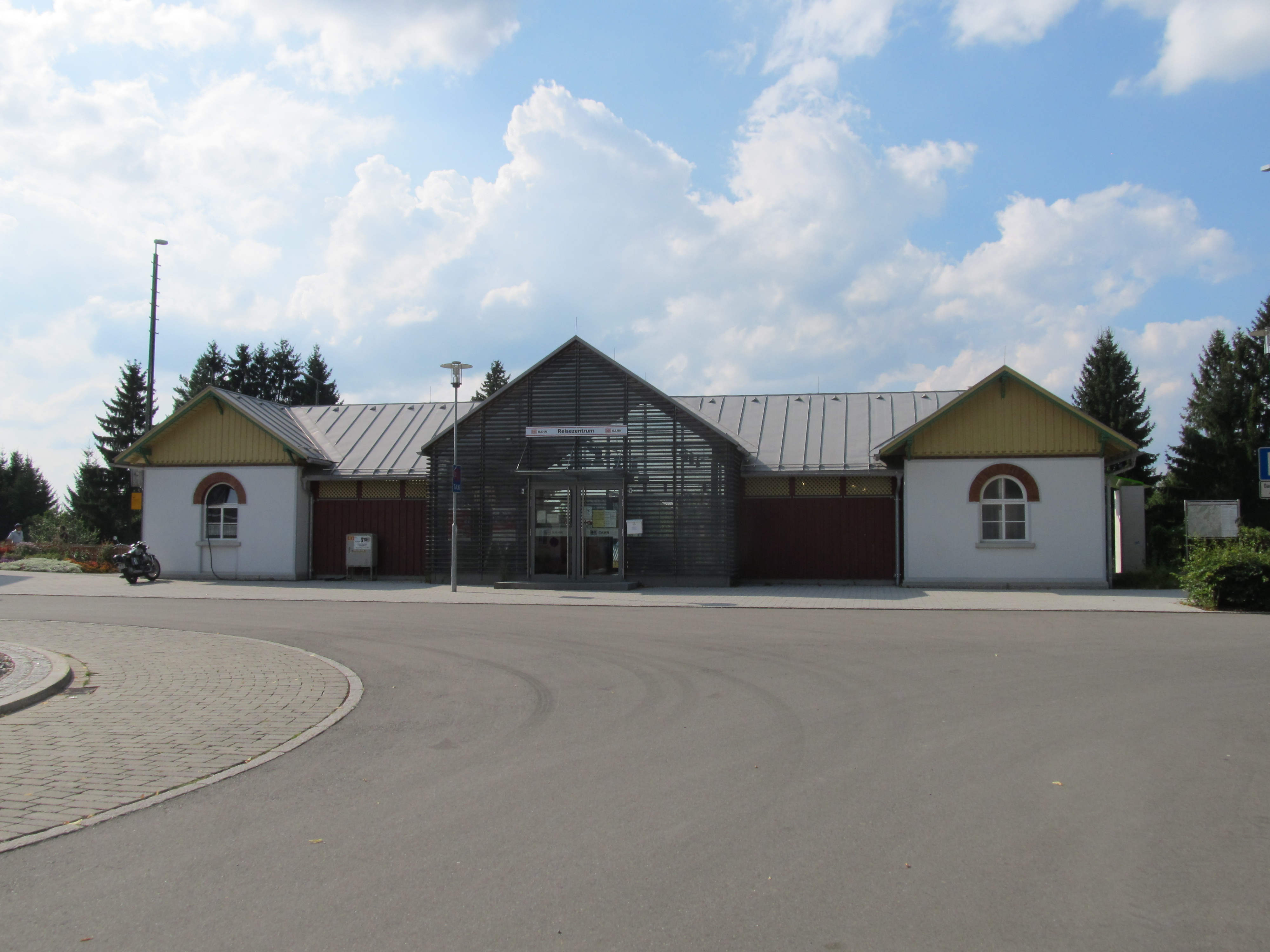
Memminger Nebengebäude

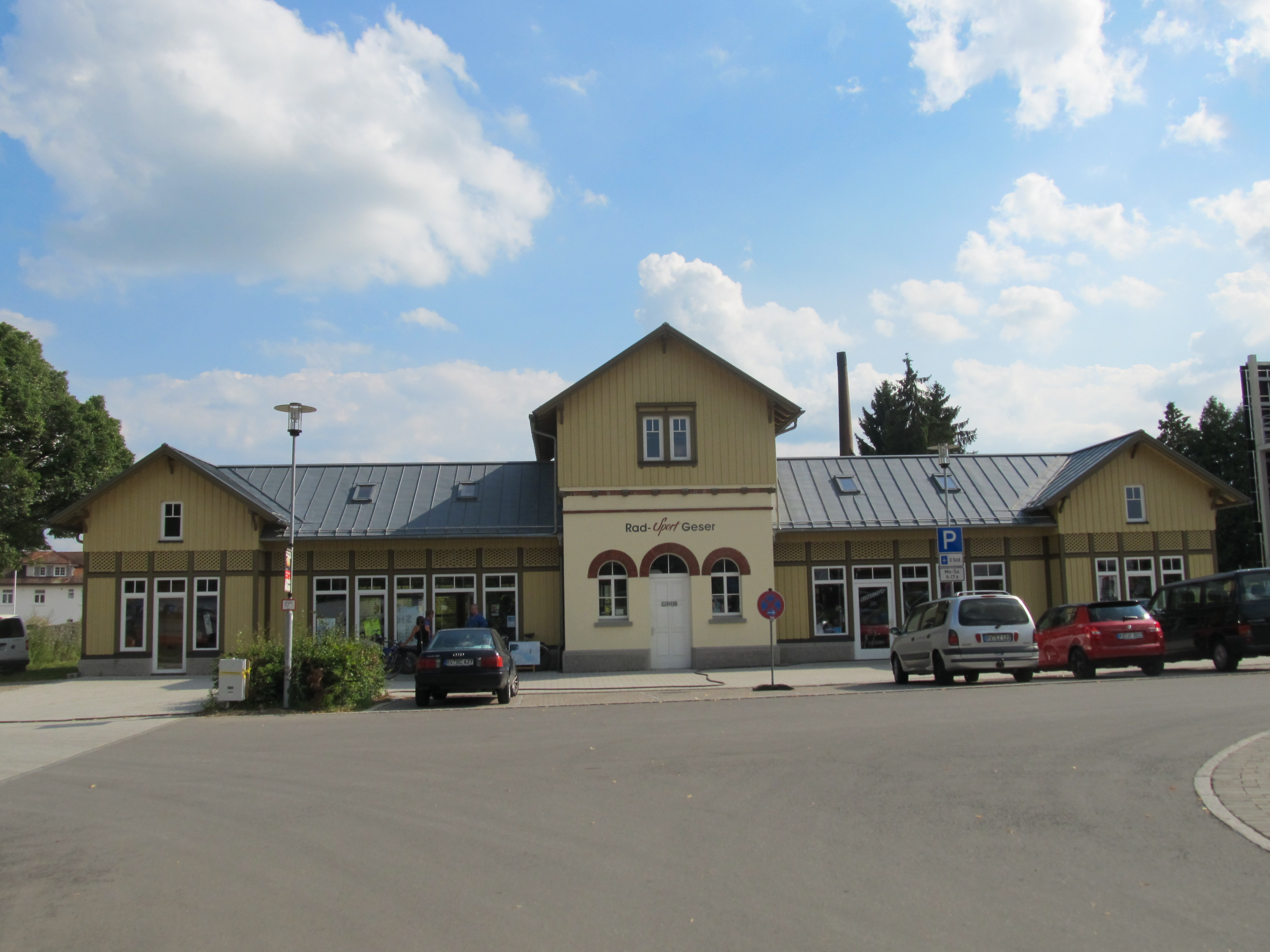
Isnyer Nebengebäude

Das Memminger Nebengebäude befindet sich gegenüber dem Isnyer Nebengebäude, sie sind symmetrisch zum Empfangsgebäude angeordnet. Am 4. Mai 1889 wurden die Pläne für beide Nebengebäude fertiggestellt, am 29. Mai 1889 genehmigte das Königliche Oberbauamt diese.
Das hölzerne Memminger Nebengebäude war 24,8 Meter lang und 7,4 Meter breit. Auf der Seite die in Richtung dem Empfangsgebäude zeigt, wurde ein Raum für das Zugpersonal und für Tagelöhner eingerichtet. In der Mitte des Gebäudes befanden sich die Toilettenanlagen und das Holzgelege für die Stationsverwaltung. Im rechten Teil zur Gleisseite befand sich eine Lampenkammer und zur Stadtseite eine Waschküche, die allerdings nur Bahnbediensteten zur Verfügung stand.
Das Isnyer Nebengebäude war 30,5 Meter lang und 7,4 Meter breit. In der Mitte des Gebäudes, auf der Gleisseite, befand sich ein Wassertank für die Lokeinspeisung. Auf der Stadtseite wurde ein Magazin eingerichtet. Auf der Seite des Empfangsgebäudes befand sich eine weitere Toilettenanlage sowie die Holzlegen des Bahnhofsvorstands. Im linken Gebäudeteil war die Holzlege für den Betriebsbauinspektor, das Magazin für den Bahnmeister und die Holzlege für die Bahnhofsrestauration. 1913 wurde das Memminger Nebengebäude um einen Ölkeller und einen Magazinraum erweitert.
Die Nebengebäude wurden im Zweiten Weltkrieg trotz einiger Tieffliegerangriffe nicht zerstört. Das Isnyer Nebengebäude wurde renoviert, in diesem befindet sich heute ein Fahrradhandel. Das Memminger Nebengebäude wurde nach dem Zweiten Weltkrieg als Kiosk genutzt. Nach dem Verkauf des Empfangsgebäudes wurde es renoviert, es beherbergt heute ein Reisezentrum der Deutschen Bahn. Die Adresse des Isnyer Nebengebäudes lautet heute Bahnhof 5, die des Memminger Nebengebäudes Bahnhof 2.

### Stellwerke
Im Juni 1907 wurden Pläne für drei Stellwerke im Bahnhof Leutkirch angefertigt, diese sollten in der westlichen Ausfahrt Richtung Kißlegg, am Bahnübergang Richtung Memmingen und am Bahnübergang Richtung Isny entstehen. Noch im selben Jahr wurden die Stellwerke I und II errichtet. Wann das Stellwerk III gebaut wurde, ist heute nicht mehr nachvollziehbar. Am 19. Januar 1978 wurden die Stellwerke durch ein Spurplandrucktastenstellwerk der Bauart Lorenz L 30 im Empfangsgebäude ersetzt. Von diesem Stellwerk wurden auch die Bahnhöfe Aichstetten und Tannheim ferngesteuert. Daraufhin wurden die Stellwerke I und II abgerissen, das Stellwerk III wurde 1984 abgerissen.

### Bahnsteige
Auf der Memminger und Isnyer Gleisseite verfügte der Bahnhof jeweils über zwei Bahnsteiggleise. Seit dem 1. Oktober 1893 wurde der Zutritt auf den Bahnsteig von Besuchern durch Bahnsteigsperren verhindert. Erst im September 1968 wurden die Bahnsteigsperren von der Deutschen Bundesbahn wieder abgebaut. Im selben Monat wurden die Bahnsteige asphaltiert. Der Bahnhof hat heute an der Memminger Seite zwei Bahnsteiggleise, die beide eine Länge von 170 Metern und eine Bahnsteighöhe von 55 Zentimetern aufweisen. Die Höhe der Bahnsteige betrug vor dem Umbau 30 Zentimeter, der behindertengerechte Ausbau des Bahnhofes und die Erhöhung der Bahnsteige wurde Ende November 2017 fertiggestellt.

## Verkehr

### Personenverkehr

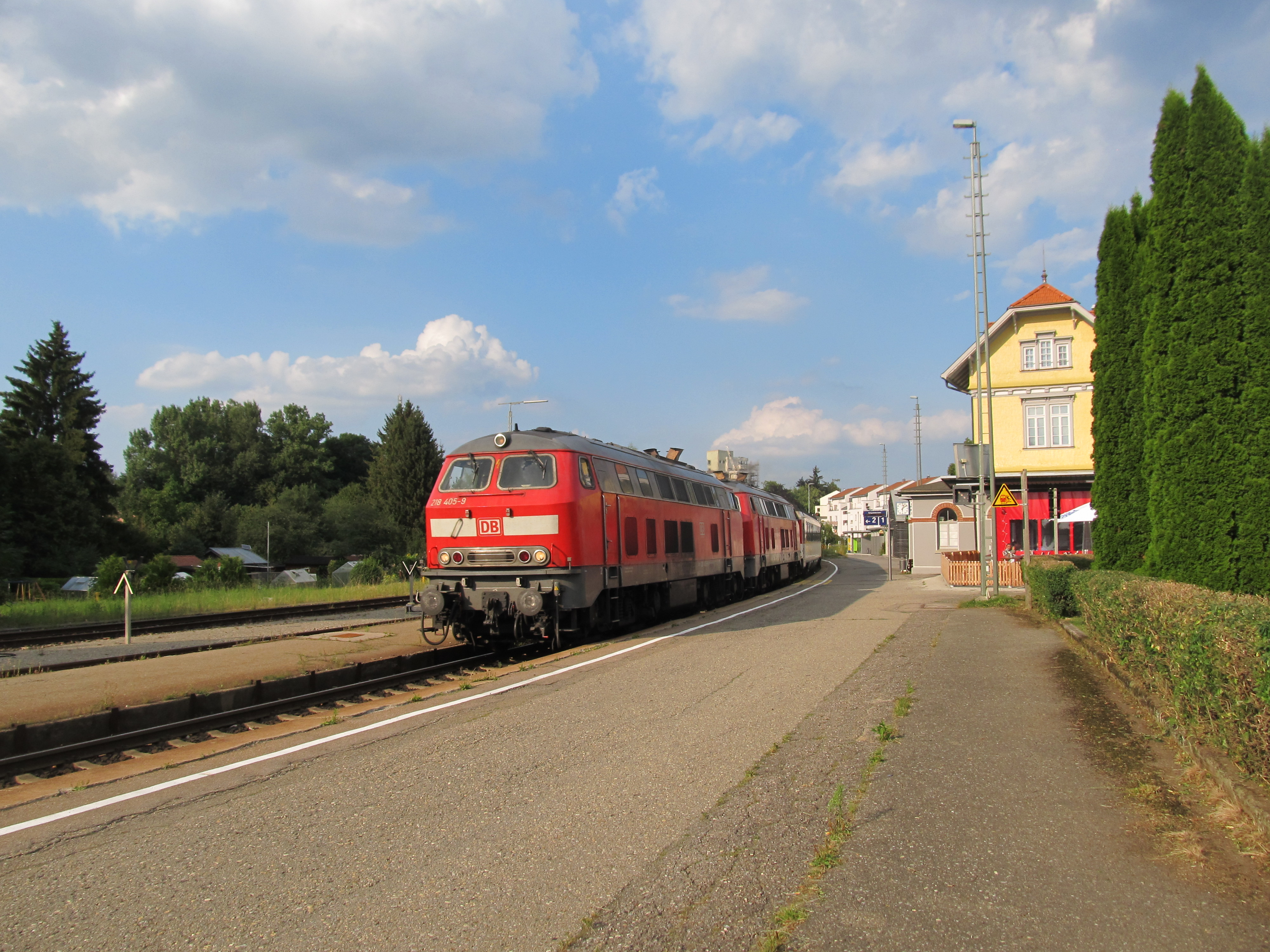
Durchfahrender Eurocity

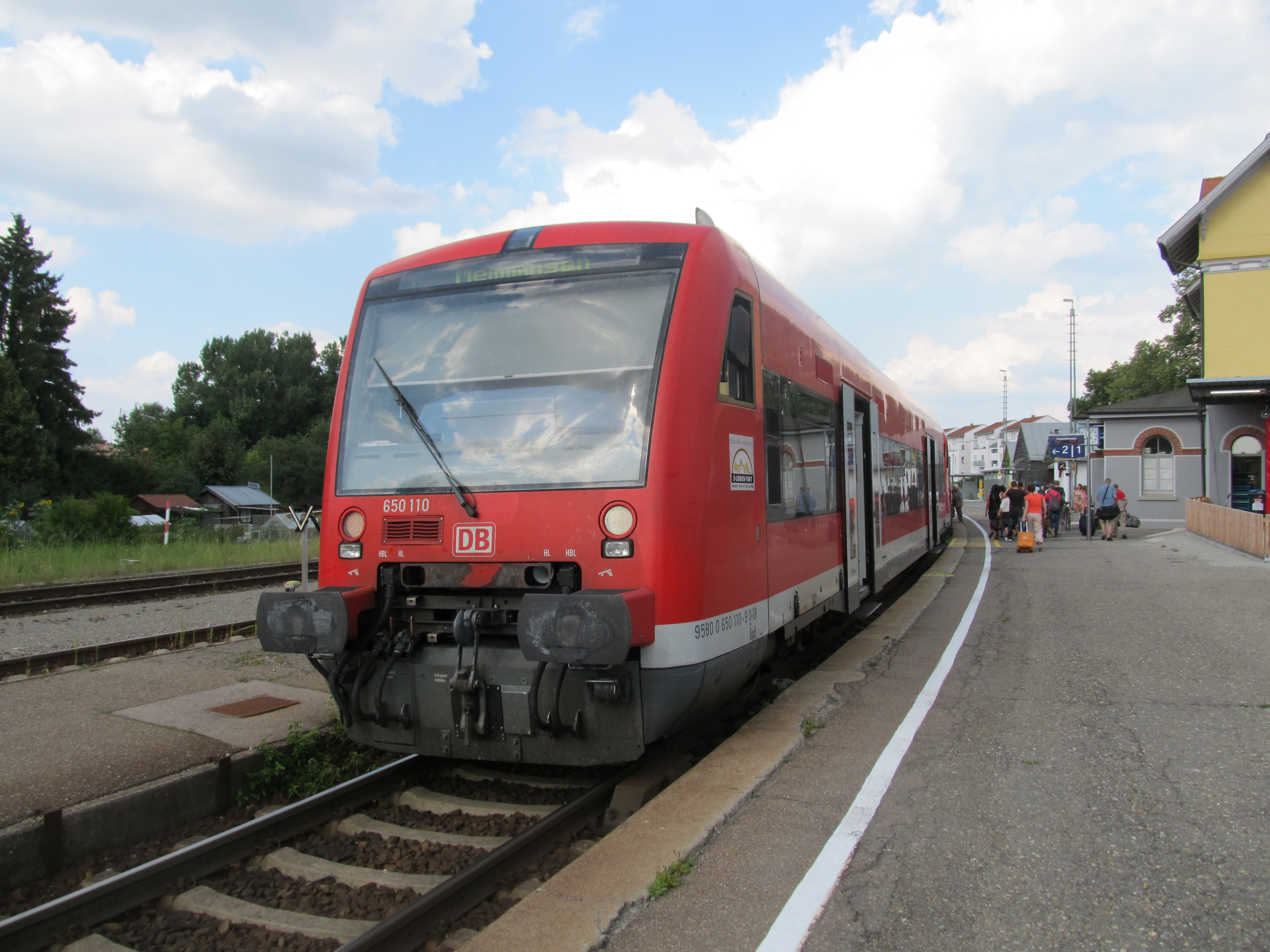
Regionalbahn nach Memmingen auf Gleis 1

#### Fernverkehr
Am 27. Mai 1979 wurde der erste Schnellzug auf der Strecke München–Memmingen–Lindau eingeführt. Das Zugpaar 366/367 verkehrte von München über Lindau und Zürich Flughafen nach Mailand und hielt auch in Wangen und Leutkirch. Der Schnellzug wurde von einer Lokomotive der DB-Baureihe 218 gezogen und mit modernen Wagen gefahren, allerdings schon im Mai 1982 wieder eingestellt. Seit Mitte der 1980er Jahre wird der Bahnhof von der EuroCity-Linie 88 der Relation München–Zürich durchfahren, deren Züge halten zwischen Buchloe und Lindau jedoch nur in Memmingen.

#### Nahverkehr
Mit der Eröffnung des Bahnhofs am 1. September 1872 verkehrten täglich jeweils vier Zugpaare in Richtung Kißlegg, von dort setzten sie ihre Fahrt meist nach Aulendorf fort. Vom 1. September 1872 bis zum 31. August 1873 wurden im Bahnhof Leutkirch insgesamt 32.191 Fahrgäste gezählt. Diese hohe Zahl konnte durch die Markttage in Leutkirch erreicht werden, an denen bis zu 1100 den Bahnhof täglich benutzten. Mit Eröffnung der Strecke nach Isny am 14. August 1874 verbanden vier Zugpaare Herbertingen mit Isny. Mit Eröffnung der Memminger Strecke am 2. Oktober 1889 wurden vier weitere Verbindungen dorthin geschaffen. Zusätzlich wurde ein weiteres Personenzugpaar von Leutkirch nach Aulendorf eingeführt. Bis zum Beginn des Ersten Weltkriegs im Jahr 1914 wurde die Anzahl der Züge in Richtung Aulendorf auf täglich sechs Zugpaare erhöht. Der Militärfahrplan von 1914 wies täglich drei Verbindungen von Memmingen über Leutkirch nach Aulendorf und täglich weitere drei Verbindungen von Leutkirch nach Isny auf. 1928 bestanden von Leutkirch aus zwei Umsteigeverbindungen über Aulendorf zu den Bahnhöfen an der Südbahn. Im Fahrplan von 1928 war eine Eilzuglinie von München über Leutkirch nach Freiburg im Breisgau eingetragen, die allerdings 1929 wieder eingestellt wurde. Bis zum Zweiten Weltkrieg gab es nur kleinere Veränderungen im Fahrplan. Ab dem 26. August 1939 galt der Kriegsfahrplan, weshalb nur noch wenige Züge den Bahnhof bedienten. Im Februar 1945 wurde der Fahrplan noch weiter eingeschränkt, da die Züge wegen der Gefahr der Bombardierung nur noch nachts fahren durften. Mitte März 1945 wurden auch sie eingestellt.
Erst am 14. Juni 1945 wurde der Zugverkehr wieder aufgenommen, wobei nur ein Güterzug mit Personenbeförderung von Aulendorf nach Isny am Dienstag, Donnerstag und Samstag genehmigt wurde. 1946 konnte der Fahrplan weiter verbessert werden, die Züge waren jedoch weiterhin auf einzelne Verkehrstage begrenzt. Erst mit der 1949 erfolgten Gründung der Deutschen Bundesbahn konnte der Fahrplan wieder dem Vorkriegsniveau angeglichen werden. Ab 1954 hielt in Leutkirch der täglich verkehrende Eilzug Kleber-Express von München nach Freiburg und zurück. Dieser wurde 2003 durch den Allgäu-Donautal-Express München–Herbertingen ersetzt, der zwei Jahre später ebenfalls eingestellt wurde. Ab Ende der 1950er Jahre kamen rund um Leutkirch auch Uerdinger Schienenbusse zum Einsatz. Am 1. Juni 1976 wurde die Strecke nach Isny stillgelegt, wodurch die Züge von Aulendorf nach Isny nach Memmingen verlegt wurden. Seit dem 23. April 1993 wird der Bahnhof im Rahmen des Allgäu-Schwaben-Takts im Taktfahrplan von Regionalzügen bedient.
Bis Dezember 2021 wurde Leutkirch montags bis freitags von knapp 40 Zügen der DB Regio bedient. Im Zweistundentakt hielten in Leutkirch Regionalbahnen von Memmingen über Kißlegg und Aulendorf nach Sigmaringen. Richtung Kißlegg wurde das Angebot täglich zu einem angenäherten Stundentakt ergänzt, Richtung Memmingen montags bis freitags. Diese Leistungen wurden mit Triebwagen der DB-Baureihe 650 erbracht. Zusätzlich wurde Leutkirch täglich von einem Regional-Express-Zugpaar, gefahren mit Triebwagen der Baureihe 612, auf der Relation München–Memmingen–Lindau bedient. Tagsüber überholten die durchfahrenden Eurocitys in Leutkirch die Regionalbahnen. Über Nacht wurde eine Regionalbahngarnitur auf den Isnyer Gleisanlagen abgestellt.
Seit 12. Dezember 2021 bedient Arverio mit den je zweistündlich verkehrenden Linien RE 96 München–Buchloe–Memmingen–Lindau und RB 92 Memmingen–Lindau den Bahnhof. Weiterhin von DB Regio betrieben werden die zweistündlich verkehrenden Züge der Relation Leutkirch–Aulendorf:
| Linie / Zuggattung | Verlauf                                                                                               | Frequenz        |
| ------------------ | --- | --------------- |
| RE96               | Lindau-Reutin – Lindau-Insel – Hergatz – Wangen – Kißlegg – Leutkirch – Memmingen – Buchloe – München | Zweistundentakt |
| RB92               | Lindau-Reutin – Lindau-Insel – Hergatz – Wangen – Kißlegg – Leutkirch – Memmingen                     | Zweistundentakt |
| RB 53              | Leutkirch – Kißlegg – Bad Waldsee – Aulendorf                                                         | Zweistundentakt |

### Güterverkehr
Im Güterverkehr gewann der Bahnhof durch die steigende Milch- und Käseproduktion im Allgäu an Bedeutung. Vom 1. September 1872 bis zum 31. August 1873 wurden insgesamt 1590 Milchkühe mit der Bahn nach Leutkirch transportiert. Auch Milch und Käse wurden per Bahn befördert. Holz aus den umliegenden Wäldern wurde in Leutkirch umgeschlagen, außerdem Ziegelsteine aus Fabriken. In den Anfangsjahren wurden auch abgebaute Kiesreste aus der Eiszeit auf die Bahn verladen. Der Bahnhof Leutkirch war Zugbildungsbahnhof für Güterzüge in Richtung Aulendorf und Isny. Drei Durchgangsgüterzüge liefen im Jahr 1930 durch den Bahnhof Leutkirch. Für die Rangieraufgaben wurde ab 1932 eine Kleinlokomotive in Leutkirch stationiert. Neben Milch und Käse wurden im Bahnhof Produkte aus der umliegenden Industrie umgeschlagen. Für den Viehtransport verkehrte einmal in der Woche ein Viehzug von Stuttgart nach Leutkirch. Im Zweiten Weltkrieg stieg das Güterverkehrsaufkommen durch die an der Bahnstrecke nach Isny liegende Heeresmunitionsanstalt Urlau kurzzeitig an. Die Züge von Urlau wurden in Richtung Memmingen oder Aulendorf weitergeleitet.
Nach dem Zweiten Weltkrieg konnte das Güterverkehrsaufkommen erst langsam wieder erhöht werden. Anfang der 1970er Jahre wurde der 1936 entstandene und noch benutzte Gleisanschluss des Unternehmens Thermopal von 250 auf 600 Meter verlängert, um auch längere Züge be- oder entladen zu können. Das im Herbst 1971 in Leutkirch gegründete Unternehmen Grüner Markt stellte im Bahnhof Leutkirch zwei Schüttgutwagen ab. Seit dem 1. Januar 1976 wurde der Leutkircher Stückgutverkehr vom Bahnhof Memmingen abgewickelt. 1976 wurde der Güterverkehr in Richtung Isny eingestellt, der kurze Abschnitt bis Urlau wurde noch bis 2001 von Militärzügen bedient. Am 1. April 1995 entfiel die Gepäck- und Expressgutabfertigung. Bei den Tankzügen vom Shell-Tanklager bei Altmannshofen wird im Bahnhof Leutkirch die Lokomotive umgesetzt, falls die Fahrt in Richtung Memmingen erfolgt; bei dem alternativen Fahrtweg in Richtung Aulendorf ist dies nicht notwendig.

### Busverkehr

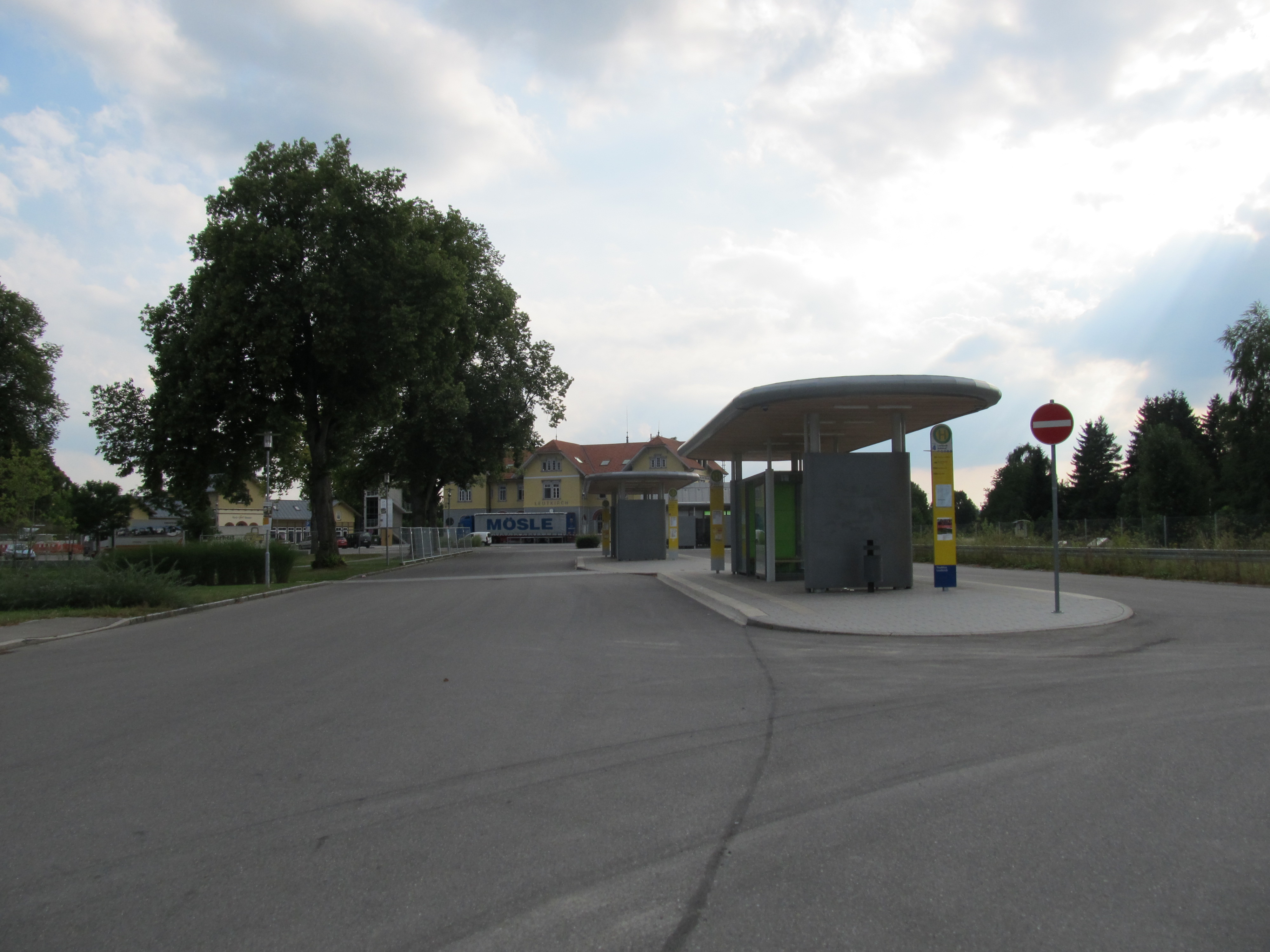
Busbahnhof

Ab Mitte der 1950er Jahre setzte die Deutsche Bundesbahn in Richtung Kißlegg und Isny neben den Zügen auch Bahnbusse ein. Die im September 1970 eingerichteten Bushaltestellen vor dem Memminger Nebengebäude werden noch genutzt.
Der Bahnhof ist mindestens im Stundentakt durch die Ringlinie des Stadtbusses Leutkirch mit den in der Nähe liegenden Wohngebieten und der Innenstadt verbunden. Ihr Takt ist nicht an die Regionalbahnen aus Memmingen und Aulendorf angepasst, sodass kein direkter Anschluss besteht. Der Bahnhof ist auch Ausgangspunkt einiger Regionalbuslinien. An Wochentagen werden die Linien in Richtung Isny, Bad Wurzach und Kißlegg beziehungsweise Wangen annähernd stündlich bedient. Einzelne Busse verkehren in Richtung Memmingen, Kempten und Aichstetten.